# Fidel Mondragón
Fidel Eduardo Mondragón Palomo (sinh ngày 24 tháng 2 năm 1981 ở Jiquilisco) là một thủ môn bóng đá người El Salvador.

## Sự nghiệp câu lạc bộ
Mondragón từng thi đấu tại Escuelas de Fútbol de Jiquilisco, và bắt đầu sự nghiệp chuyên nghiệp tại câu lạc bộ quê nhà Topiltzín ở Salvadoran Second Division.
Anh có màn ra mắt tại giải bóng đá vô địch quốc gia cùng với Luis Ángel Firpo và thi đấu cho Águila, Juventud Independiente và Nejapa, trước khi gia nhập Isidro Metapán năm 2010.